# Raymond de Vries (voetballer)
Raymond de Vries (Utrecht, 25 maart 1965 – aldaar, 2 november 2020) was een Nederlands voetballer die als linker aanvaller speelde. Hij kwam uit voor FC Utrecht, Emmen, Vitesse en FC Zwolle.

## Loopbaan
De Vries begon in de jeugd bij VV Utrecht en maakte in het seizoen 1985/86 deel uit van de selectie van FC Utrecht. Hij kwam slechts driemaal in actie in de Eredivisie maar wel tegen de topploegen Ajax, Feyenoord en PSV. In het seizoen 1986/87 kwam hij 34 keer in actie en scoorde hij 7 doelpunten voor Emmen dat in de Eerste divisie speelde.
 Nadat Emmen geen overeenstemming met De Vries kon krijgen over een nieuw contract, werd hij medio 1987 samen met Edu Nandlal geruild voor Roel Smand van Vitesse. Hij maakte deel uit van het team dat in het seizoen 1988/89 kampioen werd in de Eerste divisie. Na de promotie naar de Eredivisie kwam De Vries niet meer aan bod, hij speelde voor Vitesse maar eenmaal in de Eredivisie. In februari 1991 werd hij samen met teamgenoot Huub Loeffen tot het einde van het seizoen verhuurd aan FC Zwolle, dat op dat moment laatste in de Eerste divisie stond. Medio 1991 liep zijn contract bij Vitesse af en ging hij naar de amateurs van Hollandia.

## Carrièrestatistieken
| Seizoen         | Club            | Land            | Competitie      | Competitie | Competitie | Beker | Beker | Internationaal | Internationaal | Overig | Overig | Totaal | Totaal |
| Seizoen         | Club            | Land            | Competitie      | Wed.       | Dlp.       | Wed.  | Dlp.  | Wed.           | Dlp.           | Wed.   | Dlp.   | Wed.   | Dlp.   |
| --------------- | --------------- | --------------- | --------------- | ---------- | ---------- | ----- | ----- | -------------- | -------------- | ------ | ------ | ------ | ------ |
| 1985/86         | FC Utrecht      | Nederland       | Eredivisie      | 3          | 0          | –     | 0     | –              | –              | 0      | 0      | –      | 0      |
| 1986/87         | Emmen           | Nederland       | Eerste divisie  | 34         | 7          | –     | 0     | –              | –              | 0      | 0      | –      | 7      |
| 1987/88         | Vitesse         | Nederland       | Eerste divisie  | 36         | 3          | 1     | 0     | –              | –              | 6      | 1      | 43     | 4      |
| 1988/89         | Vitesse         | Nederland       | Eerste divisie  | 28         | 6          | 4     | 1     | –              | –              | 0      | 0      | 32     | 7      |
| 1989/90         | Vitesse         | Nederland       | Eredivisie      | 1          | 0          | 1     | 1     | –              | –              | 0      | 0      | 2      | 1      |
| 1990/91         | Vitesse         | Nederland       | Eredivisie      | 0          | 0          | 0     | 0     | –              | –              | 0      | 0      | 0      | 0      |
| 1990/91         | → FC Zwolle     | Nederland       | Eerste divisie  | –          | 0          | 0     | 0     | –              | –              | 0      | 0      | –      | 0      |
| Carrière totaal | Carrière totaal | Carrière totaal | Carrière totaal | 102        | 16         | 6     | 2     | 0              | 0              | 6      | 1      | –      | –      |

## Erelijst
Vitesse
| Nationaal      |    |         |
| Eerste divisie | 1x | 1988/89 |